# Plough Lane (1912–1998)

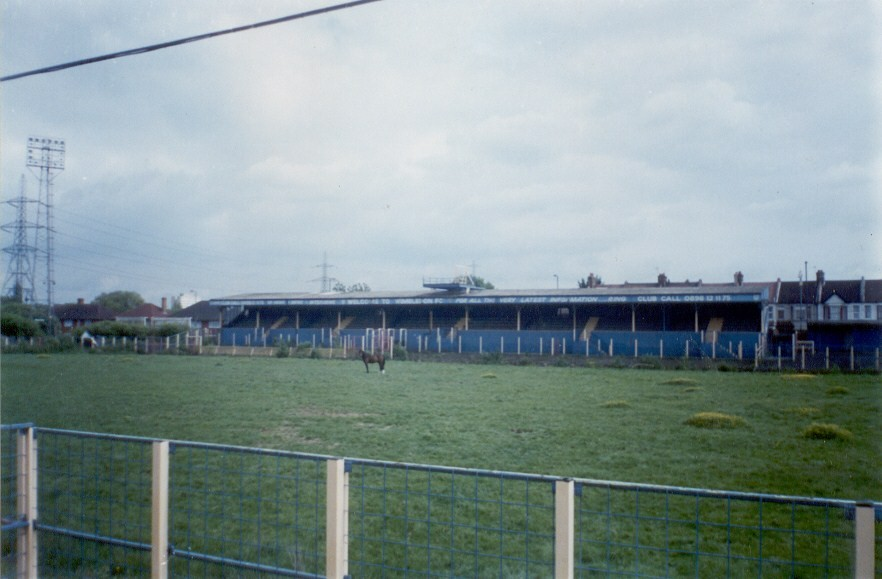
Plough Lane år 2000

Plough Lane var en fotbollsarena i Wimbledon i sydvästra London byggd 1912 och riven 2002. Plough Lane var hemmaarena för fotbollsklubben Wimbledon FC 1912-1991, då klubben flyttade sina hemmamatcher till Selhurst Park som man delade med Crystal Palace FC till 2003. Wimbledon FC spelade sin sista A-lagsmatch på Plough Lane den 4 maj 1991 i en förlust med 3-0 mot sina blivande grannar Crystal Palace. Båda klubbarnas B-lag spelade dock där fram till 1998. Arenan hade en maximal platskapacitet för ca 8000 åskådare.

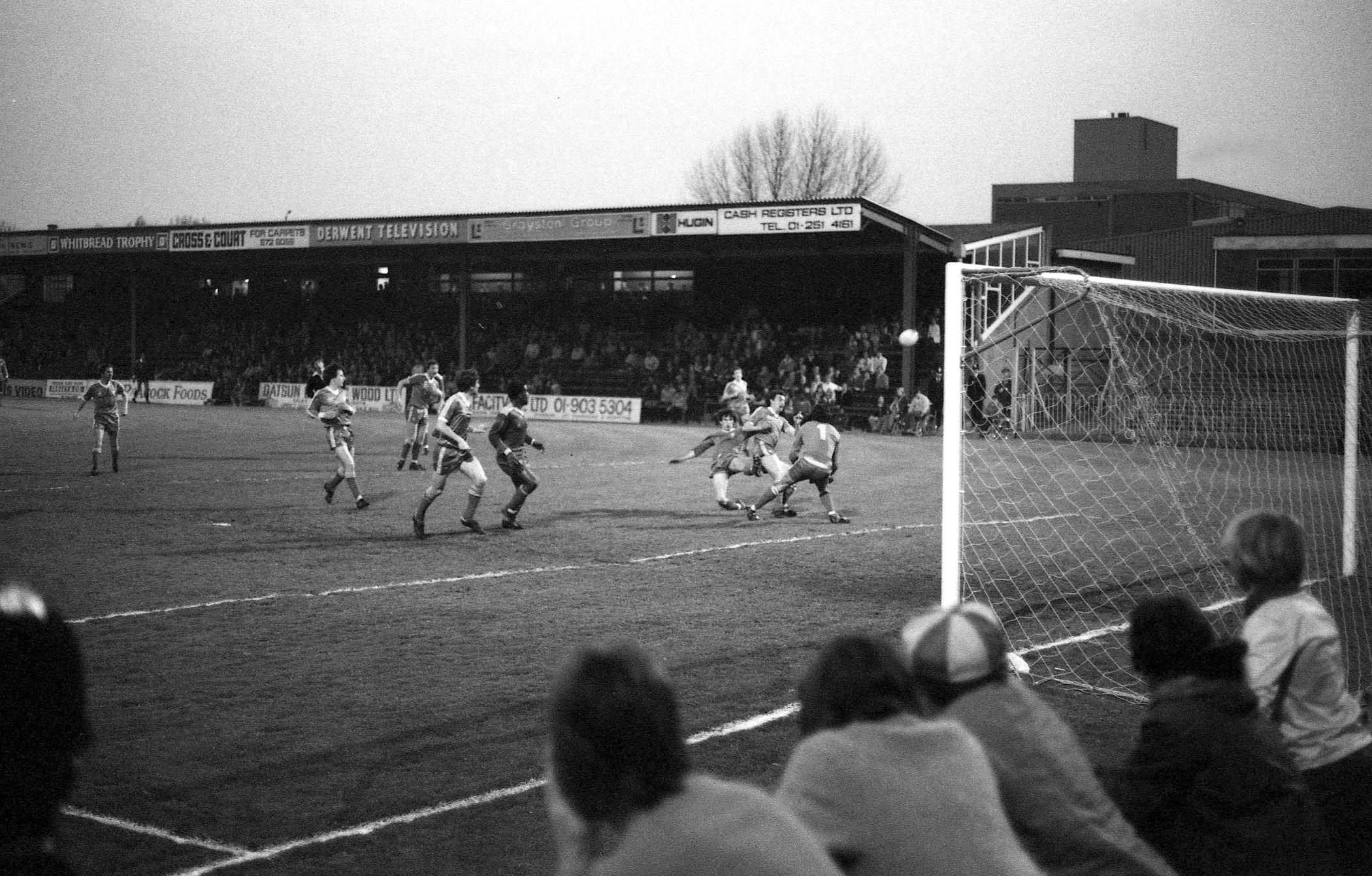
En match på Plough Lane i början av 1980-talet.

1998 köptes tomten av butikskedjan Safeway, som planerade att bygga ett snabbköp på platsen. Det blev dock inget av dessa planer sedan de mött omfattande motstånd från boende i området och 2002 beslutades det istället att bygga bostäder på tomten, varpå den gamla fotbollsarenan revs.